# Heinrich Graf von Bassewitz
Heinrich Graf von Bassewitz (* 29. Januar 1954 in Göttingen) ist ein deutscher Landwirt und Funktionär des Deutschen Bauernverbandes. Zwischen 2010 und 2013 war er Mitglied im Rat für Nachhaltige Entwicklung der deutschen Bundesregierung.

## Leben
Bassewitz stammt aus dem gleichnamigen mecklenburgischen Adelsgeschlecht Bassewitz, sein Urgroßvater Gerd von Bassewitz war Grundbesitzer von Dalwitz, weiterer Güter sowie Schloss Lühburg. Sein Großvater Heinrich sen. Graf Bassewitz war in den 1920er Jahren Verwalter von Dalwitz, verheiratet seit 1921 mit Sophie Freiin von Meerheimb-Gnemern. Die Eltern des Heinrich jun. Graf Bassewitz waren Henning-Friedrich von Bassewitz, 1923 in Dalwitz geboren, und Mechthild Freiin von Bodenhausen, die Hochzeit fand 1952 auf dem Heimatgut der Mutter in Niedergandern bei Göttingen statt.
Er selbst studierte von 1974 bis 1982 Agrarwissenschaften an der Universität Göttingen und an der Universität Stuttgart. Das Studium beendete er mit der Promotion zum Dr. sc. agr. Ab 1980 war er Assistent an der Universität Stuttgart-Hohenheim und von 1980 bis 1992 Projektleiter der damaligen Gesellschaft für technische Zusammenarbeit (GTZ) für Projekte in der Elfenbeinküste und in Uruguay.
1992 pachtete er den alten Familienbetrieb Gut Dalwitz in Dalwitz in Mecklenburg-Vorpommern zurück und betreibt dort seitdem eine ökologisch orientierte Landwirtschaft. Er ist verheiratet und hat drei Kinder.

## Ehrenamtliche Tätigkeiten (Auswahl)
- seit 1992 Stellvertretender Vorsitzender des Verbandes BIOPARK e. V.
- seit 1993 Aufsichtsratsvorsitzender der Erzeugergemeinschaft BIOPARK Markt GmbH
- seit 2000 Bundesbeauftragter des Deutschen Bauernverbandes für den ökologischen Landbau, Mitglied des Präsidiums des DBV
- seit 2006 Vorsitzender des Vereins Mecklenburger Agrarkultur e. V. und der Stiftung Parkland
- seit 2009  Vorsitzender der Arbeitsgruppe ökologischer Landbau bei COPA/COGECA in Brüssel

## Preise und Auszeichnungen
- „Chevalier de l’ordre national“ der Republik Elfenbeinküste
- Preisträger des Agrarkulturpreises der Schweisfurth-Stiftung 1999
- Thünenmedaille 2001

## Hoffondsgut GmbH & Co. KGaA
Graf von Bassewitz war zeitweilig Gesellschafter der Hoffondsgut GmbH & Co. KGaA, die Leitung führt ein anderer Grundbesitzer. Die Hoffondsgut unterstützt Alteigentümer, deren Grundstücke in Ostdeutschland nach 1945 enteignet wurden, bei der Geltendmachung von Entschädigungsansprüchen, die ihnen der Bund per Gesetz gewährt (Entschädigungs- und Ausgleichsleistungsgesetz, EALG). Entschädigung sieht das EALG in der Form vor, dass Alteigentümer einen kleinen Teil ihres früheren Besitzes zu einem Preis unter dem Verkehrswert vom Bund zurückkaufen können. Die Hoffondsgut ist den Alteigentümern beim Antragsverfahren und der Kauf-Abwicklung behilflich, bietet ein Modell zur Finanzierung des Kaufpreises an und übernimmt ggf. das Pachtmanagement.
Der NDR kritisierte das Vorhaben in einem Beitrag vom 21. Dezember 2011. Darin wird Carsten Momsen von der Universität Hannover mit der Einschätzung zitiert, dass die Hoffondsgut wegen ihrer finanzierenden Tätigkeit eine Genehmigung der Bundesanstalt für Finanzdienstleistungsaufsicht (BaFin) benötige. Nach einer Anpassung des Geschäftsmodells und der Abstimmung mit der BaFin unterliegt das Geschäftsmodell jedoch nicht mehr dem Gesetz über das Kreditwesen. Die für den Landverkauf zuständige bundeseigene Bodenverwertungs- und Verwaltungsgesellschaft BVVG hat gegen das Vorhaben der Hoffondsgut ausdrücklich keine rechtlichen Einwände und wird entsprechende Anträge „wie jeden anderen auch behandeln“.